# Tinkertoy

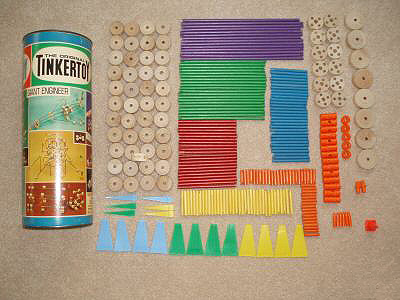
Tinkertoy-Set.

Das Tinkertoy-Konstruktionsset ist ein Spielzeug für Kinder. Es wurde 1914 von Charles H. Pajeau und Robert Pettit in Evanston erstellt – ein Jahr nach dem Erector Set der A. C. Gilbert Company. Pajeau, ein Steinmetz, entwarf das Spielzeug, nachdem er gesehen hatte, wie Kinder mit Stiften und leeren Garnrollen spielten. Er und Pettit brachten Tinkertoy als ein Spielzeug, das die Fantasie der Kinder anregen würde, auf den Markt.
Der Grundstein des Sets besteht aus einer Holzspule von etwa 5 Zentimetern Durchmesser. Alle 45 Grad um den Umkreis ist ein Loch gebohrt, sowie durch die Mitte, allerdings ist dieses Loch im Gegensatz zu den Umkreislöchern ganz durchgebohrt. Die Längenverhältnisse der Stöckchen orientierten sich am Satz des Pythagoras und ermöglichten so den Bau rechtwinkliger Dreiecke.
Tinkertoy wurde durch Plakate, die Modellriesenräder zeigten, in und um Chicago bekannt gemacht. Mit Tinkertoy wurden überraschend komplexe Maschinen erstellt, zum Beispiel Danny Hillis’ Tic-Tac-Toe-Computer, der sich heute im Computer History Museum in Mountain View befindet, und 1998 in der Cornell University ein Roboter.
Hasbro besitzt die Verkaufsrechte an Tinkertoy und produziert die Bestandteile aus Plastik sowie aus Holz.

## Standard-Teile
Außer den bereits beschriebenen Teilen enthält ein Tinkertoy-Set:
- Räder, dünner als die Spulen, aber größer im Durchmesser. Wie die Spulen haben sie in ihrer Mitte eine Übergangsanpassung.
- Abdeckkappen, ursprünglich aus Holz, später aus Plastik, zylindrische Stücke mit einem achsenförmigen Loch, das an die Stäbe angepasst ist.
- Anschlussstücke, kleine, zylindrische Stücke (eigentlich Holz, später Plastik), etwa 5 Zentimeter lang und einen Zentimeter im Durchmesser, mit Löchern an jedem Ende und ein durchgehendes Loch durch die Mitte.
- „Teil W“, etwa von gleicher Größe und Form wie die Spulen, aber mit  Umkreislöchern, die 90 Grad voneinander entfernt sind, Löchern in der Mitte und vier durchgehenden Löchern, die parallel zum Loch in der Mitte verlaufen. Spulen haben außen eine Rille, „Teil W“ hat zwei parallele. Er ist für Konstruktionen wie „Käfig“ oder „Laternengetriebe“ gedacht.
- Kurze, spitze Stäbe (ursprünglich Holz, später Plastik), meist rot, Fähnchen, meist grünes Plastik, und verschiedene andere Kleinteile.

Die Stäbe sind an beiden Enden gekerbt, damit sie in den Löchern, in die sie gesteckt werden, besser halten, aber auch, damit man Kärtchen, Flaggen und Fäden in die Kerben stecken kann. Sie sind der Größe nach gefärbt, im Set der 1960er Jahre waren sie, der Größe nach aufsteigend, orange, gelb, blau, rot, grün und violett.
Jeder längere Stab ist die nächstkleinere Größe mal die Quadratwurzel von Zwei; so können sich zwei Stäbe der gleichen Größe mit einem der nächstgrößeren verbinden und ein gleichschenkliges sowie rechtwinkliges Dreieck bilden.
Es gibt auch Sets mit batteriebetriebenen Motoren, so lassen sich die Bewegungen der Maschinen auf verschiedene Geschwindigkeiten einstellen.